# متمم بیست و دوم قانون اساسی ایالات متحده آمریکا

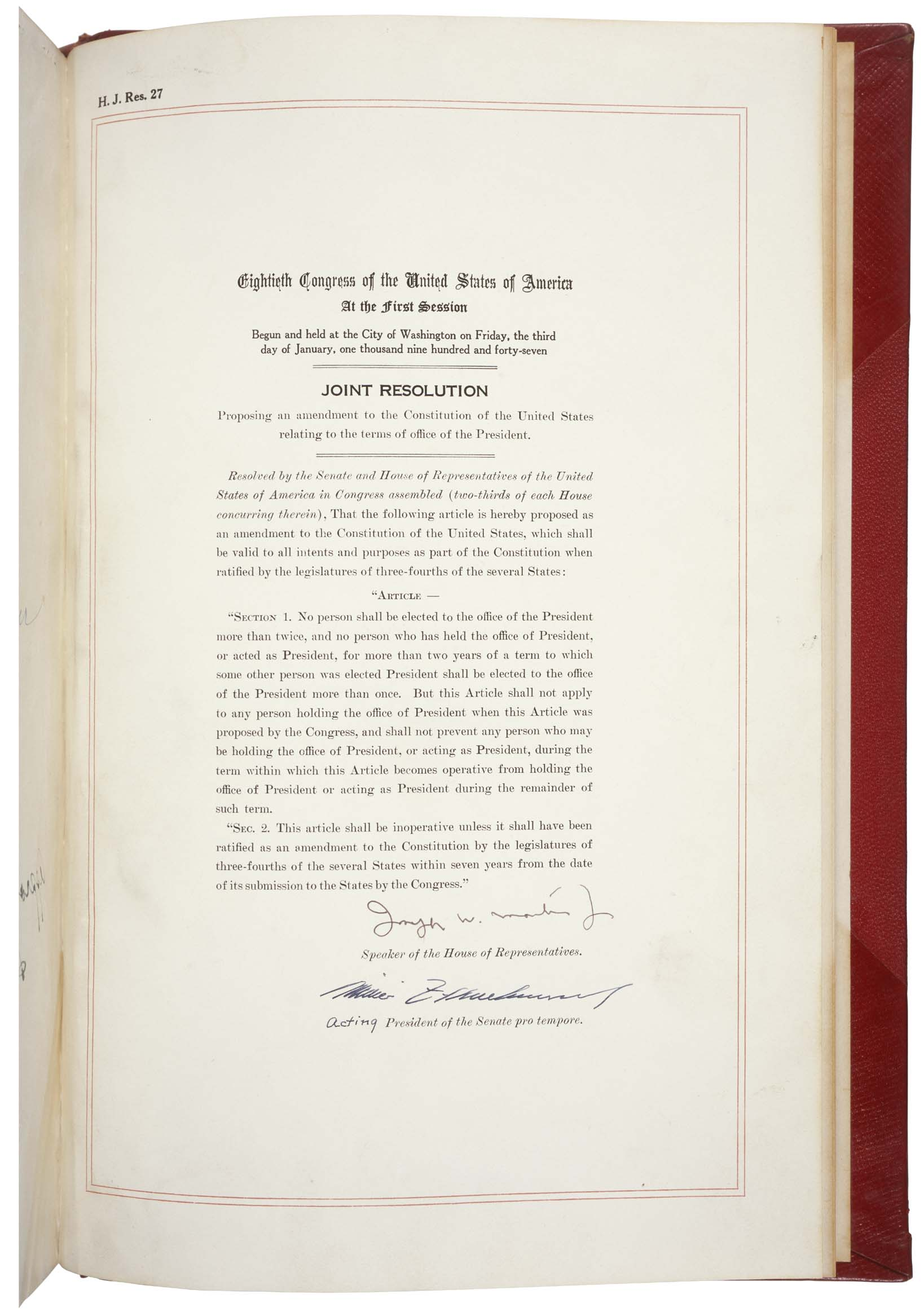

اصلاحیه بیست و دوم قانون اساسی ایالات متحده (به انگلیسی: Twenty-second Amendment to the United States Constitution) مصوبه فوریه ۲۷ سال ۱۹۵۱ کنگره آمریکا، از قوانین مهم آمریکا است.
این اصلاحیه نیز در مورد حدود مدت زمان ریاست جمهوری صحبت می‌کند.

## متن
بخش ۱. هیچ‌کس بیش از دوبار به سمت ریاست جمهوری انتخاب نخواهد شد، و شخصی که بیش از دوسال تصدی سمت ریاست جمهوری را در غیاب شخصی که به عنوان رئیس‌جمهور دوره مذکور انتخاب شده بود به عهده داشته باشد، نمی‌تواند بیش از یک بار به سمت ریاست جمهوری انتخاب شود. اصل حاضر در مورد شخصی که در زمان طرح این اصل توسط کنگره عهده‌دار سمت رئیس‌جمهوری است لازم‌الاجرا نیست، و این اصل مانع از آن نیست که شخصی که طی مدت لازم‌الاجرا شدن این اصل در سمت ریاست جمهوری یا کفالت ریاست جمهوری است، بقیه دوره را در سمت خود باقی بماند.
بخش ۲. اصل حاضر باطل است مگر اینکه ظرف مدت هفت سال پس از تاریخ آن از سوی کنگره به ایالات، از سوی مجالس قانونگذاری سه چهارم ایالات به عنوان اصلاحیه قانون اساسی تصویب شود.